# Spoorlijn 52/2
Spoorlijn 52/2 is een Belgische spoorlijn tussen Willebroek en Boom. Deze lijn is een stuk van de voormalige spoorlijn 61 tussen Willebroek, Ruisbroek-Sauvegarde en Boom. Deze lijn wordt niet meer gebruikt. Er zijn plannen om deze lijn in het stedelijk S-net van Antwerpen op te nemen.

## Geschiedenis
Het gedeelte Boom - Willebroek van spoorlijn 61 is hernoemd in lijn 52/2 en geëlektrificeerd in mei 1998, samen met het baanvak Boom - Puurs van lijn 52. Het baanvak Boom - Willebroek werd echter niet terug in gebruik genomen; op 5 augustus 2002 werd het baanvak officieel buiten dienst gesteld. 
De bovenleiding van dit spoor werd voornamelijk gebruikt om elektriciteit van Boom naar Willebroek te vervoeren.
In 2016 echter werd onder de eis van besparingen door Infrabel de bovenleiding verwijderd en de sporen aan de overweg met het Ooievaarsnest te Ruisbroek opgebroken.
In 2023 raakte bekend dat de Vlaamse regering een entertainmentcampus wil bouwen rond het terrein van Tomorrowland in Boom. Een van haar pistes is dat de federale overheid onderzoek doet om spoorlijn 52/2 te heropenen voor een treinverbinding Boom -Willebroek - Mechelen.